# 迈斯堡
迈斯堡是德国莱茵兰-普法尔茨州的一个市镇。总面积7.05平方公里，总人口241人，其中男性112人，女性129人（2011年12月31日），人口密度34人/平方公里。